# Törnmaschine
Eine Törnmaschine ist eine Antriebsmaschine, die eine drehbare Welle kontrolliert dreht, die zu einer meist wesentlich größeren Maschine gehört. Sie ist sehr häufig an Schiffsantrieben zu finden, aber nicht ausschließlich. Generell sind große bis sehr große Maschinen häufig mit einer Törnmaschine ausgestattet.

## Definition
Eine Törnmaschine dreht eine sehr viel größere Welle. Man spricht von törnen im Gegensatz zu drehen, wenn nicht der normale Betrieb der Großmaschine Zweck der Wellendrehung ist. In der Regel sind beim Törnen sowohl Drehzahl als auch Drehmoment an einer Welle um Größenordnungen kleiner als beim bestimmungsgemäßen Betrieb der Maschine. Törnmaschinen sind oft nicht für Dauerbetrieb ausgelegt oder sie erbringen ihre Leistung nur für sehr wenige Betriebspunkte. Ihre Bewegung wird nicht in die typische Nutzenergie der Großmaschine umgesetzt.

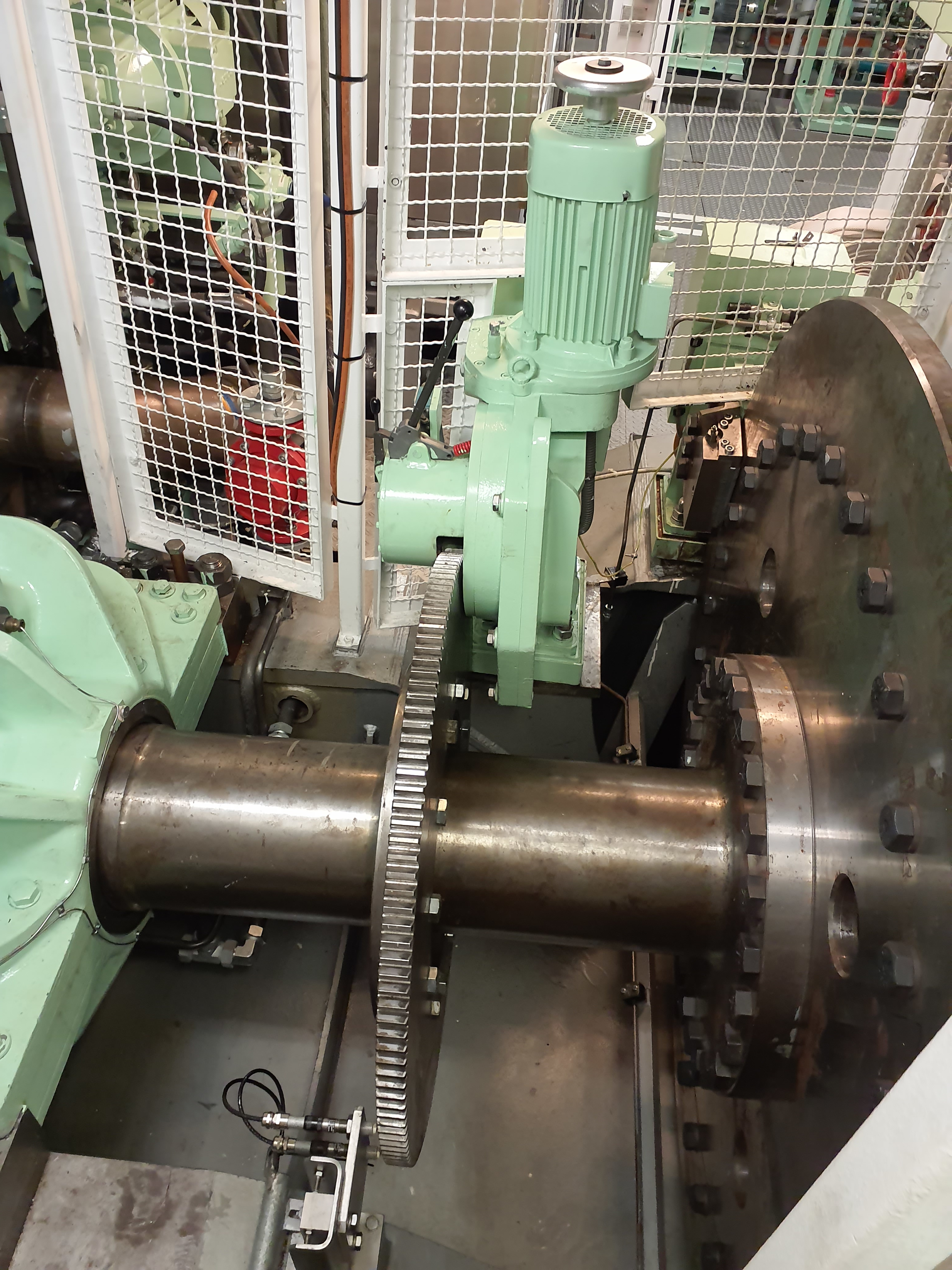
Törnmaschine in ausgerücktem Zustand auf einer Antriebswelle

## Zweck
Im Wesentlichen erfüllen Törnmaschinen eine oder beide der folgenden Aufgaben:
- Bewegung einer Maschine, die sich außer Betrieb befindet, um diese vor Festsitzen oder ungleichmäßiger Belastung zu schützen
- Kontrollierte Drehung einer Maschine in bestimmte Positionen, die sich mit der Eigendrehung der Maschine im Prinzip nicht oder nur schwer erreichen lassen. Diese Positionen können Parkpositionen oder Wartungspositionen sein.

Große Maschinen sind oft mit speziellen Lagern ausgestattet. Diese sind, anders als Normlager, sehr genau auf den Einsatzzweck zugeschnitten und daher grenzwertig ausgelegt. Längerer Stillstand kann daher zu Verformungen und „Kleben“ von Lagern führen, vor allem wenn der Schmierfilm im Lager verdrängt wird.
Sehr große Maschinen wie Turbogeneratorsätze von Kraftwerken erleiden sogar einen nicht tolerierbaren Durchhang der Welle auf Grund ihres Eigengewichts, wenn diese zu lange in einer Position verharren. Diese Verformungen treten besonders nach dem Herunterfahren der Anlage auf, wenn sich die Welle und die Turbinenteile ungleichmäßig abkühlen. In diesen Fällen kann ein langsames Törnen mit einer Törnmaschine die schädlichen Effekte in einer abgeschalteten Anlage minimieren.
Große Anlagen, wie z. B. Großdiesel haben aufwändige Wartungschemata. Gerade Verbrennungskraftmaschinen müssen für viele Wartungen in bestimmte Positionen gedreht werden um z. B. die Laufbuchsen inspizieren zu können, oder eine Messung der Wangenatmung durchführen zu können. Das Törnen von Hand mit einer Törnstange ist nur bis zu einer bestimmten Maschinengröße machbar, zudem ist diese Arbeit nicht ungefährlich. Mit einer Törnmaschine wird das Anfahren bestimmter Zustände einer Maschine wesentlich einfacher und sicherer, vor allem, wenn eine Fernsteuerung eingesetzt werden kann.

## Ausführung
Törnmaschinen laufen in der Regel im Normalbetrieb nicht mit. Sie müssen daher durch einen Mechanismus an die Großmaschine an- und auch wieder abgekuppelt werden. Meist geschieht das über ein Törngetriebe. Das Törngetriebe hat ein Ritzel, das axial auf ein Zahnrad der Welle oder der Anlage eingeschoben werden kann. Man spricht vom Einrücken der Törnmaschine, bzw. beim Ausrücken im Falle des Auskuppelns.
Eine Törnmaschine hat eine große Untersetzung um zum einen genau positionieren zu können und zum anderen mit einer geringen Motorleistung ein ausreichendes Drehmoment aufbringen zu können. Häufig sind sie mit Schneckengetrieben ausgestattet. Das erlaubt weiterhin, dass die Maschine eine große Selbsthemmung aufbringt, sofern die Hauptmaschine aus irgendeinem Grund ein Drehmoment auf ihre Welle überträgt oder von einer angeschlossenen Anlage übertragen bekommt. Bis zu gewissen Drehmomenten erlauben Törnmaschinen daher, die Anlage festzusetzen, wenn sie eingerückt sind, ohne zu laufen.
Im Gegenzug bedeutet dies, dass eine eingerückte Törnmaschine im Nutzbetrieb der Anlage selbst zerstört würde, oder sogar die Anlage schwer beschädigen könnte. Aus diesem Grund müssen Anlagenbetrieb und Törnmaschinenposition gegeneinander verblockt sein, was meist über entsprechend angebrachte Endlagenschalter und eine Steuerelektronik erfolgt.

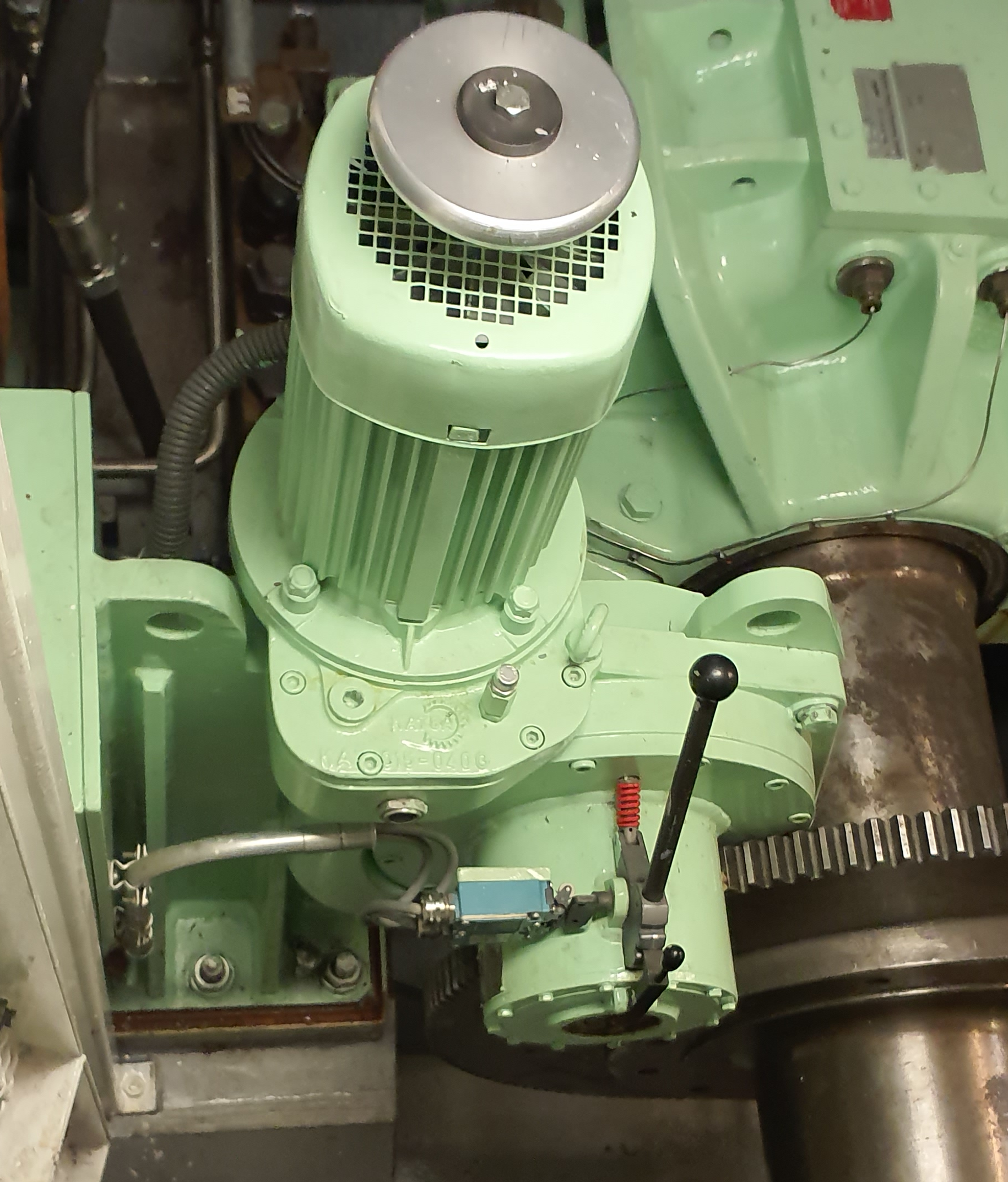
Törnmaschine in ausgerücktem Zustand an der Welle von oben, Betätigungshebel mit Endlagenschalter im Vordergrund